# Język karatajski
Język karatajski (nazwa własna: КIирли мицIи) – jeden z niewielkich języków kaukaskich, używany przez Karatajów. Należy do języków andyjskich w zespole awaro-didojskim, tworzącym podgrupę wśród języków dagestańskich w grupie północno-wschodniej (nachsko-dagestańskiej) języków kaukaskich. Jest blisko spokrewniony z językiem achwaskim.
Język ten używany jest według różnych szacunków od ok. 5 tys. osób (1990 r.) do 6 tys. (według spisu powszechnego w 2000 r.). W 2007 r. oszacowano, że ma co najmniej 5 tys. użytkowników. Według danych z 2010 r. posługuje się nim 260 osób (niewielka część grupy etnicznej). Jego użytkownicy zamieszkują osiedle Karata (południowy Dagestan) oraz kilka innych, niewielkich wiosek w okolicy. Nazwa języka wywodzi się od nazwy największej wsi, w której zamieszkują użytkownicy języka. 
Występują dwa dialekty: karata właściwy i tokita (tokitin). Różnice między nimi są dość znaczące. 
Język ten nie wykształcił piśmiennictwa. Jest używany wyłącznie w sytuacjach nieformalnych, w domu, wśród przyjaciół. W charakterze języka literackiego wykorzystywany jest język awarski, jako największy język literacki Dagestanu. W użyciu jest także język rosyjski. Karatajski jest zdecydowanie zagrożony wymarciem, ze względu na niewielką liczebność społeczności i dominację awarskiego.
W słownictwie karatajskim zaznaczyły się wpływy awarskiego i rosyjskiego (w zakresie leksyki codziennej i terminologii socjopolitycznej).

## Alfabet
| А а   | Б б     | В в | Г г | ГӀ гӀ | Гь гь | Гъ гъ   | Д д   | Е е     | Ё ё     | Ж ж |
| ЖӀ жӀ | З з     | И и | Й й | К к   | КӀ кӀ | КӀӀ кӀӀ | Кь кь | КьӀ кьӀ | Къ къ   | Л л |
| ЛӀ лӀ | Лъ лъ   | М м | Н н | О о   | П п   | пӀ      | пъ    | Р р     | С с     | Т т |
| ТӀ тӀ | У у     | Ф ф | Х х | XӀ хӀ | Хь хь | Хъ хъ   | Ц ц   | ЦӀ цӀ   | ЦӀӀ цӀӀ | Ч ч |
| ЧӀ чӀ | ЧӀӀ чӀӀ | Ш ш | Щ щ | ъ     | Ы ы   | ь       | Э э   | Ю ю     | Я я     |     |